# 주앙 길례르미 누니스 제주스
주앙 길례르미 누니스 제주스(포르투갈어: Juan Guilherme Nunes Jesus, 1991년 6월 10일, 브라질 벨루오리존치 ~ )는 흔히 주앙 제주스(Juan Jesus)라는 이름으로 알려져 있는 브라질의 축구 선수이다. 포지션은 센터백 또는 레프트백이며 현재는 이탈리아의 나폴리에서 뛰고 있다. 또한 그는 2012년 하계 올림픽에서 브라질 대표팀으로 출전하여 은메달을 획득하였다.